# 湯淺站
湯淺站（日语：／ Yuasa eki */?）是位於和歌山縣有田郡湯淺町大字湯淺，屬於西日本旅客鐵道（JR西日本）的紀勢本線（紀國線）車站。此站位於接近廣川町中心的湯淺町。部分特急「黑潮」停此站（主要為來往新大阪至白濱之間的班次）。在早上和晩間設有和歌山方向的折返列車。有田鐵道曾設有湯淺站，但與此站的位置不相同（參見歴史）。

## 歷史
此町最先啟用的「湯淺」車站是在1915年（大正4年）5月，當時有田鐵道從湯淺的港口海岸站經湯淺往下津野站之間的路線開通，有田鐵道的湯淺站（日语：／）啟用，但是現時此「湯決站」不是同一座車站。
在1927年（昭和2年）8月，國鐵紀勢西線從藤並站伸延至紀伊湯淺站（日语：／），使此地方設有國鐵車站，該紀伊湯淺站現時已改名為湯淺站。在紀伊湯淺站啟用當初為紀勢西線的終點站，在啟用1年後的1928年（昭和3年）10月，紀勢西線從紀伊湯淺站伸延至紀伊由良站，使不再成為終點站。
隨後在戰爭開始時，由於當時紀勢西線與有田鐵道為並行的狀態，為了有效運用資源（路軌等資源），在1944年（昭和19年）12月，有田鐵道藤並站經湯淺站至海岸站之間被指定為「不要不急線」被暫停服務。在1959年（昭和34年）4月，那路段不被重開並正式廢止。使湯淺的町內只剩下紀勢西線的紀伊湯淺站（當時有田鐵道設有廢止線的替代服務，在暫停服務6年後的1950年（昭和25年）4月，有田鐵道在藤並站起設有路軌連接紀勢本線，並直通至紀伊湯淺站）。
隨後在1959年（昭和34年）7月，紀勢本線全線開通，龜山站至和歌山站（現時為紀和站）之間路線為紀勢本線。隨後車站改名為湯淺站，伴隨國鐵分割民營化，車站由西日本旅客鐵道（JR西日本）營運。
有田鐵道在1992年（平成4年）12月1日起不再直通至此站，在2002年（平成14年）12月31日全線廢止。

### 年表
- 1915年（大正4年）5月28日 - 有田鐵道海岸站至下津野站（日语：下津野駅）之間開業，湯淺站啟用[1]。
- 1927年（昭和2年）8月14日 - 紀勢西線藤並站至此站之間開業，國鐵的紀伊湯淺站（日语：／）啟用[1]。
- 1928年（昭和3年）10月28日 - 紀勢西線此站至紀伊由良站之間開業[1]。
- 1944年（昭和19年）12月10日 - 有田鐵道藤並站至海岸站之間被指定為不要不急線而暫停服務，同時有田鐵道的湯淺站暫停營業。
- 1950年（昭和25年）4月 - 有田鐵道直通運輸至此站。
- 1959年（昭和34年）
  - 4月3日 - 有田鐵道此站至海岸站之間廢止。使有田鐵道的湯淺站也廢止。
  - 7月15日 - 國鐵三木里站至新鹿站之間開通，同時路線由紀勢西線改名為紀勢本線[1]。
- 1965年（昭和40年）3月1日 - 車站改名為湯淺站（日语：／）。
- 1980年（昭和55年）10月1日 - 實施時間表修正，部分特急「黑潮」停此站。
- 1987年（昭和62年）4月1日 - 伴隨國鐵分割民營化，車站由西日本旅客鐵道（JR西日本）營運[1]。
- 1992年（平成4年）12月1日 - 有田鐵道不再直通至此站。
- 2016年（平成28年）12月17日 - 車站可以使用「ICOCA」智能卡[2]。
- 2019年（令和元年）
  - 12月20日 - 此日為最後一日設有綠色窗口[3]。
  - 12月21日 - 新閘口啟用，不再設置車站職員（但設有御坊站職員巡視車站）。增設綠色售票機Plus（日语：みどりの券売機プラス）。

## 車站構造

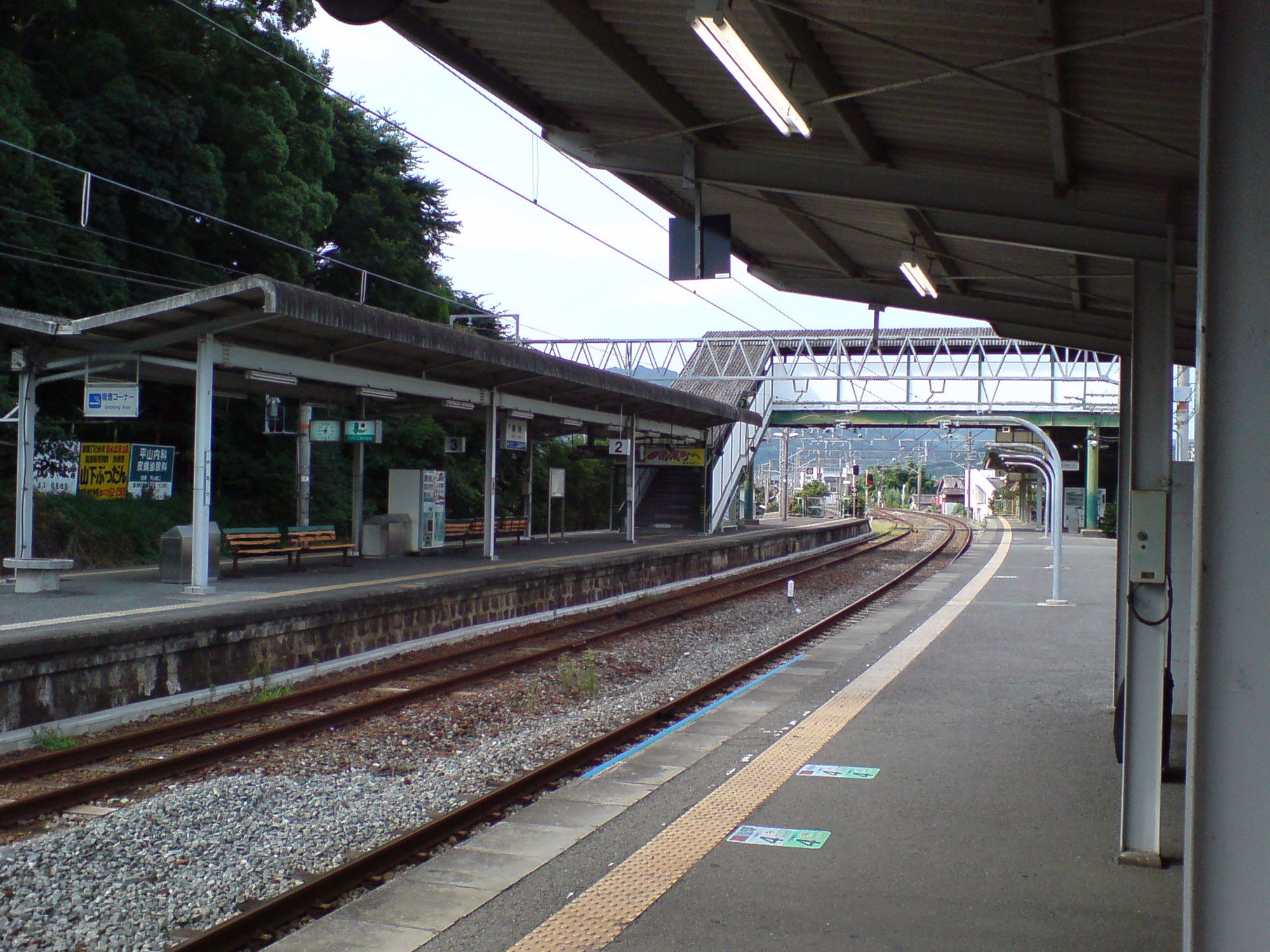
1號月台上望見新宮方向。（2008年8月）

此站為設有1面1線的單式月台和1面2線的島式月台，共設有2面3線混合式月台地面車站。月台之間透過跨線橋連接。此站為木製站房，並於近年將車站正面的結構進行更新。
此站是由御坊站管理的無人車站。站內設有綠色售票機Plus。

### 月台
| 月台 | 路線   | 方向                       | 備註               |
| ---- | ------ | -------------------------- | ------------------ |
| 1    | 紀國線 | 和歌山、天王寺、新大阪方向 | 特急列車使用此月台 |
| 2    | 紀國線 | 和歌山、天王寺方向         | 主要為折返列車使用 |
| 2    | 紀國線 | 御坊、白濱、新宮方向       | 只有部分列車使用   |
| 3    | 紀國線 | 御坊、白濱、新宮方向       | 特急列車使用此月台 |

- 以上的路線名是使用旅客資訊上的名稱（愛稱）。
- 1號月台為下行本線，3號月台為上行本線，特急可使用此月台（停站或通過）。2號月台為上下行共用的待避線（中線），以等待後方的特急列車通過，也設有和歌山方向的拆返列車使用此月台。
- 在月台上設有簡易自動廣播系統。

## 使用狀況
以下列出近年1日平均乘車人次。
| 年度   | 一日平均 乘車人次 |
| ------ | ----------------- |
| 1998年 | 1,752             |
| 1999年 | 1,634             |
| 2000年 | 1,585             |
| 2001年 | 1,533             |
| 2002年 | 1,483             |
| 2003年 | 1,420             |
| 2004年 | 1,404             |
| 2005年 | 1,322             |
| 2006年 | 1,289             |
| 2007年 | 1,263             |
| 2008年 | 1,219             |
| 2009年 | 1,206             |
| 2010年 | 1,215             |
| 2011年 | 1,186             |
| 2012年 | 1,177             |
| 2013年 | 1,256             |
| 2014年 | 1,199             |
| 2015年 | 1,163             |
| 2016年 | 1,094             |
| 2017年 | 1,077             |

## 車站周邊
在車站附近的廣川河口分開了湯淺和廣川兩大村落，為湯淺町和廣川町的玄關口。在車站周邊是湯淺的市區，附近設有湯淺的港口和政廳。在車站前設有中紀巴士和御坊南海巴士的巴士路線運行。
- 湯淺（日语：湯浅）（國家選定重要傳統的建造物群保存地區）
- 湯淺町政廳
- 湯淺城（日语：湯浅城）遺址
- 湯淺中町郵局
- 湯淺郵局（日语：湯浅郵便局）
- 湯淺町立湯淺小學
- 湯淺町立圖書館（日语：湯浅町立図書館）
- 湯淺警署（日语：湯浅警察署）
- 湯淺警署湯淺站前崗亭
- 湯淺廣川消防組合（日语：湯浅広川消防組合）消防總部
- 湯淺廣川消防組合消防署
- 和歌山縣立耐久高等學校（日语：和歌山県立耐久高等学校）
- 湯淺保健所
- 和歌山地方法務局湯淺出張所
- 和歌山地方檢察廳湯淺區檢察廳（日语：湯浅区検察庁）
- 大阪國税局湯淺稅務署
- 湯淺公共職業安定所
- 和歌山地方裁判所湯淺簡易裁判所（日语：湯浅簡易裁判所）
- 廣川町政廳
- 廣川廣簡易郵局
- 廣川町立廣小學
- 廣川町立耐久中學
- 和歌山縣立橙支援學校
- 湯淺溫泉
- 熊野古道

## 其他
- 使用來往天王寺站或更遠的特急乘客可在此處泊車，在48小時內的停車費免費（泊車轉乘措施，限定6架）。

## 相鄰車站
西日本旅客鐵道
 紀國線（紀勢本線）
- 部分特急「黑潮」停車站

■快速
紀伊由良－湯淺－藤並
■普通（包括在阪和線內的快速及紀州路快速列車）
廣川海灘－湯淺－藤並

## 注腳
1. 1 2 3 4 5 6  曾根悟（監修）. 朝日新聞出版分冊百科編集部（編集） , 编. . 朝日百科週刊. 25號 紀勢本線、參宮線、名松線. 朝日新聞出版. 2010-01-10: 18–21.
2. ↑  和歌山県内の特急 「くろしお」号停車駅で、ICOCAがご利用できるようになります！ （页面存档备份，存于） 西日本旅客鐵道 新聞發布 2016年8月9日
3. ↑  . 西日本旅客鐵道.   [2019-12-04]. （原始内容存档于2019-12-04）.
4. ↑  『和歌山縣統計年鑑』及『和歌山縣公共交通機關等資料集』

## 外部連結
- 湯淺｜車站資訊：JR出門網 - 西日本旅客鐵道